# Esgrima nos Jogos Pan-Americanos de 1967
As competições de esgrima nos Jogos Pan-Americanos de 1967 foram realizadas em Winnipeg, Canadá. Esta foi a quinta edição do esporte nos Jogos Pan-Americanos.

## Masculino
| Evento                       | Ouro                                                                                   | Prata                                                                               | Bronze                                                               |        |        |        |
| Espada                       | Espada                                                                                 | Espada                                                                              | Espada                                                               | Espada | Espada | Espada |
| ---------------------------- | -------------------------------------------------------------------------------------- | ----------------------------------------------------------------------------------- | -------------------------------------------------------------------- | ------ | ------ | ------ |
| Espada individual detalhes   | Arthur Ribeiro (BRA)                                                                   | Frank Anger (USA)                                                                   | Paul Pesthy (USA)                                                    |        |        |        |
| Espada por equipes detalhes  | Estados Unidos · Frank Anger · Paul Pesthy · Ralph Spinella · Carl Borack              | Brasil · Arthur Ribeiro · Carlos Couto · José Maria Pereira · Darío Amaral          | Venezuela · Silvio Fernández · Félix Piñero · Roberto Drayer         |        |        |        |
| Florete                      |                                                                                        |                                                                                     |                                                                      |        |        |        |
| Florete individual detalhes  | Guillermo Saucedo (ARG)                                                                | Albert Axelrod (USA)                                                                | Orlando Nannini (ARG)                                                |        |        |        |
| Florete por equipes detalhes | Argentina · Orlando Nannini · Guillermo Saucedo · Fernando Petrella · Evaristo Prendes | Estados Unidos · Edwin Richards · Robert Russell · Jeffrey Checkes · Albert Axelrod | Cuba · Enrique Lugo · Orlando Ruíz · Dagoberto Borges · Luis Morales |        |        |        |
| Sabre                        |                                                                                        |                                                                                     |                                                                      |        |        |        |
| Sabre individual detalhes    | Anthony Keane (USA)                                                                    | Román Quinos (ARG)                                                                  | Peter Samek (CAN)                                                    |        |        |        |
| Sabre por equipes detalhes   | Estados Unidos · Anthony Keane · Walter Farber · Thomas Balla · Csaba Gall             | Argentina · Román Quinos · Norberto Mattiazo · Alberto Lanteri · Gustavo Vassallo   | Canadá · John Andru · Peter Samek · Les Samek · Robert Foxcroft      |        |        |        |

### Feminino
| Evento                       | Ouro                                                                             | Prata                                                                          | Bronze                                                                 |
| ---------------------------- | -------------------------------------------------------------------------------- | ------------------------------------------------------------------------------ | ---------------------------------------------------------------------- |
| Florete individual detalhes  | Pilar Roldán (MEX)                                                               | Harriet King (USA)                                                             | Pacita Wiedel (CAN)                                                    |
| Florete por equipes detalhes | Estados Unidos · Harriet King · Janice Romary · Maxine Mitchell · Veronica Smith | Cuba · Margarita Rodríguez · Milady Tack-Fang · Norma Obrador · Alina Expósito | Canadá · Pacita Wiedel · Donna Hennyey · Sigrid Chatel · Louise Agoues |

## Quadro de medalhas
| Ordem | País               | Medalha de ouro | Medalha de prata | Medalha de bronze |    |
| ----- | ------------------ | --------------- | ---------------- | ----------------- | -- |
| 1     | USA Estados Unidos | 4               | 4                | 1                 | 9  |
| 2     | ARG Argentina      | 2               | 2                | 1                 | 5  |
| 3     | BRA Brasil         | 1               | 1                |                   | 2  |
| 4     | MEX México         | 1               |                  |                   | 1  |
| 5     | CUB Cuba           |                 | 1                | 1                 | 2  |
| 6     | CAN Canadá         |                 |                  | 4                 | 4  |
| 7     | VEN Venezuela      |                 |                  | 1                 | 1  |
| TOTAL | TOTAL              | 8               | 8                | 8                 | 24 |